# Оршанское гетто
Орша́нское гетто — еврейское гетто, существовавшее с августа по 26-27 ноября 1941 года как место принудительного переселения евреев города Орша и близлежащих населённых пунктов в процессе преследования и уничтожения евреев во время оккупации территории Белоруссии войсками нацистской Германии в период Второй мировой войны.
По предвоенной переписи 1939 год горожан-евреев было 7 992 человека — 21,3 % от общего числа жителей.

## Оккупация Орши
После вторжения войск Германии на территорию СССР часть евреев успела эвакуироваться на восток, часть еврейских мужчин в это время находилась на службе в рядах Красной армии, но 5-6 тысяч евреев осталось в городе.
Подразделения 18-й танковой дивизии из группы Гудериана и 8-го армейского корпуса ворвались в Оршу 16 июля 1941 года. Оккупированный город вошел в состав одной из частей Белоруссии, которая административно относилась к штабу тыла группы армий «Центр». Власть в Орше, начиная с 26 июля 1941 года, разделили между собой местная комендатура (Ortskommandantur II/354) и полевая комендатура (Feldskommandantur 683), при полном главенстве последней. В дальнейшем местную комендатуру II/354 сменила аналогичная под номером I/842.
Оккупация города продолжалась 2 года и 11 месяцев — с 16 (14) июля 1941 года по 27 июня 1944 года.

## Перед созданием гетто
Наиболее крупным мероприятием, проведенным гитлеровцами в первые дни оккупации, стала регистрация населения. Нацистов интересовали только три вопроса: год рождения, национальность и профессия. Получив полную информацию о евреях города, оккупанты приступили к реализации программы уничтожения, введя комендантский час с 18:00, запрет покидать зарегистрированное место жительства, обязательное ношение шестиугольных нашивок желтого цвета на спине и рукаве, принуждение к тяжелому физическому труду (очистка города от завалов, земляные работы), ограничение в питании. Чинимое беззаконие осуществлялось лишь с одной целью — подавить волю к сопротивлению у потенциальных жертв.
Образование в июле 1941 года еврейского совета — юденрата (ещё до создания гетто) — входило в нацистскую задачу отчуждения евреев от белорусского населения и начинало оформление «замкнутого общества». Председателем юденрата вынудили стать Каждана, работавшего до войны главным бухгалтером «Союззаготкож», «Союзпушнина» и военторга. Организованная гитлеровцами регистрация населения проводилась не для выявления статистических данных, а для помощи в составлении расстрельных списков.
Нацисты сразу же наложили на евреев контрибуцию в 250 000 рублей, из которых 50 000 было собрано деньгами, а остальное ценностями, включая 2000 предметов из серебра и золота.
Евреев города нацисты разделили на три категории. К первой причислялись люди, способные возглавить сопротивление или активно участвовать в антифашистской борьбе, а потому подлежащие немедленной ликвидации — бывшие руководители предприятий, идеологические работники, интеллигенция, молодые и сильные мужчины. Немцы очень серьёзно относились к возможности еврейского сопротивления, и поэтому в первую очередь убивали в гетто или ещё до его создания евреев-мужчин в возрасте от 15 до 50 лет — несмотря на экономическую нецелесообразность, так как это были самые трудоспособные узники.
В отношении основной массы еврейского населения Орши оккупационная власть планировала концентрацию в обособленном месте, и заточение в гетто завершало процесс изоляции евреев.

## Создание гетто
Реализуя нацистскую программу уничтожения евреев, немцы создавали гетто почти во всех городах и населённых пунктах Беларуси, где проживало еврейское население. Так и в Орше оккупанты согнали евреев в гетто в конце августа — начале сентября 1941 года. Капитан Пауль Айк, выполняя приказ полевого коменданта города полковника барона фон Ашеберга, пытался найти «подходящую местность, чтобы легче было наблюдать за гетто и чтобы можно было огородить колючей проволокой». Этим требованиям соответствовала улица Энгельса (ранее, до конца 1920-х годов, — Городнянская). Огороженное колючей проволокой и охранявшееся Оршанское гетто представляло собой так называемый «закрытый тип» гетто, и находилось в границах от улицы Народной до польского кладбища, включая всю улицу Энгельса (на которой уцелело не более 25 домов) и территорию завода Славинского («Красный борец»).
Не представляется возможным точно определить количество узников гетто Орши. Свидетель Гладков И. С. называет число примерно равное 2000. В акте ЧГК от 30 июня 1944 года указывается цифра 2900. Тот же Гладков И. С. свидетельствовал о примерно 20-25 домах, служивших жильём в гетто, в то время как на плане, выполненном Паулем Айком во время судебного процесса над нацистскими преступниками в 1946 году в Минске, насчитывается 39, причем один из них — длинный барак. Точность указанного плана проверялась немецким историком Ханнесом Хеером. К тому же, по утверждению узницы Оршанского гетто Долиной (Рубиной) И. Б., в доме с двумя комнатами, где она находилась, размещалось пять семей численностью 16 человек, причём из-за отсутствия места евреям приходилось жить на чердаках и в сараях. В воспоминаниях Касперского А. Ф. указывается, что территория завода «Красный борец» также входила в состав гетто.

## Условия в гетто
В Оршанском гетто условия жизни были ужасными. Было очень тесно, в сохранившихся по улице Энгельса 25 (39) домах разместили около 2000 чел., везде стояли нары из досок, кровати — одна к одной. Евреи жили на чердаках, сараях и хозяйственных постройках. К гетто не подпускали, оцепили колючей проволокой и охраняли.
На узников под угрозой расстрела наложили «контрибуцию» размером в 150 000 рублей, часть которой из-за нехватки денег нацисты взяли серебряными и золотыми украшениями, которые отправили в Берлин, — но и после выплаты поборы и издевательства над евреями нисколько не прекратились. Немецкие солдаты и белорусские полицаи врывались по вечерам в гетто, занимаясь грабежом и насилием.
Все трудоспособные работали с утра до вечера на железной дороге на самых тяжелых и грязных работах, получая в день 10-15 граммов муки и немного картофеля (но и это мизерное количество еды выдавалось не всегда).
Вследствие большой скученности в гетто распространилась эпидемия тифа, унося многие жизни. «Гетто в Орше было ещё страшнее минского. Замерзающие старухи копошились среди трупов, девушки в кровоподтеках, распухшие от голода спрашивали: „Когда за нами придут?“ Смерть казалась им избавлением». Никакой медицинской помощи узники не получали, и в таком положении находились около трёх месяцев.

## Уничтожение гетто
Для успокоения и поддержания порядка немцы лгали евреям, что их скоро отправят в Палестину.
Умышленные убийства евреев задокументированы с 19 июля 1941 года, когда отказавшийся выйти на работу Хаим-Янкель Ронкин был повешен на Базарной площади. К его груди прикрепили дощечку с надписью «саботажник».
В конце августа 1941 года прибывшее из Смоленска подразделение айнзатцгруппы «В» уничтожило 43 еврея, обвиненных в «саботаже и коммунистической агитации». Убийство проводилась в лесу у деревни Понизовье и в карьере около улицы Советской возле здания современной ДЮСШ.
Почти одновременно с появлением гетто в Орше нацисты провели первую «акцию» (таким эвфемизмом нацисты называли организованные ими массовые убийства). В сентябре 1941 года айнзатцкоманда-8 (командир Брадфиш) расстреляла примерно 800 евреев, разделенных на две группы и не входивших в число узников гетто. Место убийства находится в карьере около улице Советской.
Вещи и одежда убитых узников поступала в распоряжение бургомистра города, который раздавал её своим работникам.
Накануне 20-х чисел ноября 1941 года военнопленные вырыли глубокую и широкую траншею на еврейском кладбище, которое граничило с гетто. 26-27 (20) ноября 1941 года все узники гетто в Орше были убиты. Накануне казни полевая комендатура передала контроль над гетто местному СД (начальник оберштурмфюрер Решке). Кроме СД, в уничтожении приняли участие белорусские полицаи, полевая и местная комендатуры. Непосредственным исполнителем массового убийства было подразделение айнзатцкоманды-8.
25 ноября 1941 года обитателей гетто обманным образом оповестили о предстоящей эвакуации в тыловые районы. На следующий день, утром 26 ноября, жандармерия и полиция окружили гетто, евреев выгнали из домов, построили в колонну, а затем партиями уводили к заранее вырытым ямам и убивали. Детей заживо зарывали или ломали им позвоночники ударом о колено.
Убийство 26-27 ноября 1941 года гитлеровцы и их пособники проводили в два приёма. Одну партию отправили на станцию Орша-Западная, погрузили в товарные вагоны (2000 человек) и вывезли на уничтожение (отравив заражённой водой). Других расстреливали в овраге между еврейским и польским кладбищами (ныне около территории инструментального завода). Узников выгоняли из домов и строили у ворот кладбища, находившегося на улице Энгельса. Дома обыскивали с собаками. Население от взрослых до детей, по приказу немцев, само раздевалось, сбрасывало вещи в штабеля и сталкивалось в ямы. Других ставили к краю и стреляли в затылок. На улице Пушкина полицейские и немцы заставляли белорусов смотреть на убийства. Временно сохранили жизнь 30 семьям евреев-специалистов, портных, сапожников, часовых мастеров и некоторых других. В первых числах октября 1943 г. на кладбище в течение одной ночи огородили деревянным забором высотой в три метра. Это был бывший засолочный пункт площадью 300 м², где находилось 24 чана объёмом по 3,3 м³ каждый, которые загружали телами убитых, обливали горючей жидкостью и сжигали. Вокруг была выставлена охрана. Комиссия содействия ЧГК по г. Орша (акт от 20 сентября 1944 г.) обнаружила на еврейском кладбище две ямы длинной 23 м, шириной 6 м и глубиной 3 м, а также 24 чана бывшего засолочного пункта. Перед каждой ямой находилось пепелище диаметром в 4-5 м. На кладбище было расстреляно около 6000 чел.
По свидетельству Клочковой В. В., оккупанты нуждались в труде ремесленников, поэтому сохранили на некоторое время жизнь примерно 30 специалистам-евреям с их семьями.
В документах есть разногласия относительно количества дней, потраченных немцами на окончательное убийство евреев гетто. В материалах судебного процесса над нацистскими преступниками, проходившего в Минске 15-29 января 1946 года, указывается один день, но в акте ЧГК от 30 июня 1944 года говорится о двух днях. Установленное число погибших евреев Орши — от 1750 до 6000: в акте ЧГК от 20 сентября 1944 года указано 6000 евреев, в акте ЧГК от 9 сентября 1944 года — 4800, в акте ЧГК от 30 июня 1944 года — 2900 и в материалах судебного процесса над нацистскими преступниками, проходившего в 1946 году в Минске, говорится о 1873 и 1750 расстрелянных. Версия Крашенинникова Е. Н., опубликованная в статье о городском подполье в газете «Ленинский призыв» от 21 октября 1966 года, что «каратели создали в Орше два еврейских гетто» позволит объяснить эти несоответствия, но документальное подтверждение этому пока не обнаружено.
Предположительно цифра жертв геноцида евреев в Орше — от 5000 до 6000.
После уничтожения Оршанского гетто гитлеровцы принялись охотиться за детьми от смешанных браков. Пойманных помещали в тюрьму СД на улице 1 Мая, а затем расстреливали.
В начале октября 1943 года, с целью сокрытия следов преступлений, на еврейском кладбище Орши в течение пяти дней были сожжены тела расстрелянных. Осуществляла это зондеркоманда «1005» с привлечением военнопленных, которых потом убили.

## Случаи спасения и «Праведники народов мира»
Из числа евреев Орши спаслись немногие. Избежавший расстрела Илья Рыскин впоследствии погиб, сражаясь в рядах Красной Армии. Спаслась Ева Холмянская (Зорко), которой удалось затем вступить в партизанский отряд. Семью Рубиных (мать и двое детей) вывел из гетто житель деревни Макаровка — Петр Лендаренко. Иосифа Хасмана укрывала в своем доме в течение девяти месяцев Ольга Сапего, после чего Латышевский (имя не установлено) вывел его в расположение партизанской бригады Заслонова. Также бежали из оккупированной Орши и вступили в ряды партизан Альтмарк М. Б. (бригада «Чекист», отряд Калюшникова), сестры Соловьева Г. М. и Соловьева С. М. (отряд № 35), сестры Фарбер М. С. (бригада «Чекист», отряд № 20) и Фарбер Р. С. (бригада «Чекист», отряд Калюшникова), Фельдман А. М. (отряд № 120), Шилов Д. М. (бригада «Чекист», отряд № 1), Яковчук М. М. (отряд № 35). Точное количество оставшихся в живых евреев не установлено.
В Орше 4 человека были удостоены почетного звания «Праведник народов мира» от израильского Мемориального комплекса Катастрофы и героизма еврейского народа «Яд Вашем» «в знак глубочайшей признательности за помощь, оказанную еврейскому народу в годы Второй мировой войны».
- Борщевская (Китович) Александра, Киселевы Иван и Анна. Ими были спасены Романовская (Ионих) Куна и её дочь Оксана в Орше[35];
- Сапего Ольга. Ею был спасен Хасман Михаил в Орше[36].

## Послевоенная история евреев Орши
После освобождения Орши в город вернулись эвакуированные и демобилизованные, однако еврейское население так и не достигло прежнего уровня. В 1970 году в Орше насчитывалось 2742 еврея, составлявших 2,5 % от общей численности жителей.

## Память
В 1968 году на братской могиле убитых евреев Орши возле инструментального завода установлены обелиск и мемориальная плита.
Опубликованы неполные списки убитых в Орше евреев.